# Saint-Flovier
Saint-Flovier és un municipi francès, situat al departament de l'Indre i Loira i a la regió de Centre – Vall del Loira. L'any 2007 tenia 602 habitants.

## Demografia

### Població
El 2007 la població de fet de Saint-Flovier era de 602 persones. Hi havia 276 famílies, de les quals 88 eren unipersonals (44 homes vivint sols i 44 dones vivint soles), 96 parelles sense fills, 68 parelles amb fills i 24 famílies monoparentals amb fills.
La població ha evolucionat segons el següent gràfic:
Habitants censats

### Habitatges
El 2007 hi havia 406 habitatges, 276 eren l'habitatge principal de la família, 58 eren segones residències i 73 estaven desocupats. 380 eren cases i 24 eren apartaments. Dels 276 habitatges principals, 211 estaven ocupats pels seus propietaris, 53 estaven llogats i ocupats pels llogaters i 12 estaven cedits a títol gratuït; 17 tenien dues cambres, 73 en tenien tres, 74 en tenien quatre i 112 en tenien cinc o més. 208 habitatges disposaven pel capbaix d'una plaça de pàrquing. A 128 habitatges hi havia un automòbil i a 103 n'hi havia dos o més.

### Piràmide de població
La piràmide de població per edats i sexe el 2009 era:
| Homes | Edats   | Dones |
| ----- | ------- | ----- |
| 0     | 95 o +  | 0     |
| 8     | 90 a 94 | 0     |
| 12    | 85 a 89 | 24    |
| 16    | 80 a 84 | 8     |
| 12    | 75 a 79 | 4     |
| 28    | 70 a 74 | 20    |
| 12    | 65 a 69 | 20    |
| 28    | 60 a 64 | 28    |
| 16    | 55 a 59 | 16    |
| 24    | 50 a 54 | 20    |
| 28    | 45 a 49 | 16    |
| 32    | 40 a 44 | 32    |
| 4     | 35 a 39 | 16    |
| 28    | 30 a 34 | 12    |
| 28    | 25 a 29 | 16    |
| 4     | 20 a 24 | 8     |
| 32    | 15 a 19 | 24    |
| 24    | 10 a 14 | 28    |
| 12    | 5 a 9   | 8     |
| 8     | 0 a 4   | 8     |

## Economia
El 2007 la població en edat de treballar era de 349 persones, 248 eren actives i 101 eren inactives. De les 248 persones actives 222 estaven ocupades (122 homes i 100 dones) i 27 estaven aturades (8 homes i 19 dones). De les 101 persones inactives 47 estaven jubilades, 28 estaven estudiant i 26 estaven classificades com a «altres inactius».

### Ingressos
El 2009 a Saint-Flovier hi havia 290 unitats fiscals que integraven 613 persones, la mediana anual d'ingressos fiscals per persona era de 15.299 €.

### Activitats econòmiques
Dels 31 establiments que hi havia el 2007, 1 era d'una empresa extractiva, 2 d'empreses alimentàries, 1 d'una empresa de fabricació d'altres productes industrials, 7 d'empreses de construcció, 8 d'empreses de comerç i reparació d'automòbils, 2 d'empreses de transport, 1 d'una empresa d'hostatgeria i restauració, 3 d'empreses de serveis, 3 d'entitats de l'administració pública i 3 d'empreses classificades com a «altres activitats de serveis».
Dels 13 establiments de servei als particulars que hi havia el 2009, 1 era una oficina de correu, 2 tallers de reparació d'automòbils i de material agrícola, 2 guixaires pintors, 4 fusteries, 1 lampisteria i 3 perruqueries.
Dels 3 establiments comercials que hi havia el 2009, 1 era una botiga de menys de 120 m², 1 una fleca i 1 una joieria.
L'any 2000 a Saint-Flovier hi havia 30 explotacions agrícoles que ocupaven un total de 2.394 hectàrees.

## Equipaments sanitaris i escolars
L'únic equipament sanitari que hi havia el 2009 era una farmàcia.
El 2009 hi havia una escola elemental integrada dins d'un grup escolar amb les comunes properes formant una escola dispersa.

## Poblacions més properes
El següent diagrama mostra les poblacions més properes.